# Oružane snage Slovačke
Oružane snage Slovačke Republike (slk. Ozbrojené sily Slovenskej republiky) službeni je naziv za vojsku Slovačke. Oružane snage štite suverenitet i neovisnost Slovačke te brane njenu teritorijalnu cjelovitost, što im je glavna zadaća. Pored toga, sudjeluju u međunarodnim mirovnim, humanitarnim i drugim operacijama i misijama, obavljaju određene zadatke u stanju neposredne ugroženosti te pružaju pomoć institucijama civilne vlasti i stanovništvu u slučaju prirodnih, tehničko-tehnoloških i ekoloških nesreća. U sastavu NATO snaga se nalazi od ožujka 2004. godine i ima godišnji budžet od oko 400 milijuna američkih dolara ili oko 1,87% bruto domaćeg proizvoda.

## Struktura
Oružane snage Slovačke Republike se sastoje od kopnenih snaga, zrakoplovstva i protuzračne obrane i zapovjedništva za obuku i podršku. Kopnene snage se sastoje od dvije aktivne mehanizirane brigade. Zrakoplovstvo i protuzračna obrana se sastoje od eskadrile avijacije, helikopterske eskadrile i SAM brigade. U okviru zapovjedništva za obuku i podršku nalaze se različite logističke, jedinice veze, počasna jedinica, kao i jedinice za obuku. Pod zapovjedništvom generalnog stožera su vojna akademija, pukovnija specijalnih jedinica i druge manje jedinice.

## Mirovne misije
Oko 750 Slovačkih vojnika se nalaze na nekoliko mirovnih misija u svijetu u okviru NATO-a i UN-a, među kojima su EUFOR u Bosni i Hercegovini, KFOR na Kosovu i Metohiji i jedan inženjerijski odred stacioniran u Afganistanu. Od nezavisnosti Slovačke Republike, poslije Baršunaste revolucije 1993. godine, do 2006. godine poginule su 53 osobe u uniformi, najviše prilikom pada aviona An-24, koji se 2006. godine srušio u Mađarskoj na putu za Bosnu i Hercegovinu. Oružane snage Slovačke Republike se prema istraživanjima u Slovačkoj smatraju državnom institucijom od najvećeg povjerenja među građanima.

## Vanjske poveznice
- Službena stranica (sl.)
- Oružane snage Slovačke (sl.)
- Galerija slika